# Угорський юридичний лексикон
Угорський юридичний лексикон (угор. Magyar jogi lexikon)— 6-томна енциклопедія юриспруденції угорською мовою видана на початку XX століття.

## Опис
Енциклопедія була видана в 1898-1907 роках літературно-видавничою компанією «Паллаш» під редакцією Маркуса Дежье. Ця праця була ґрунтовною енциклопедією загальною довжиною близько 5600 сторінок. Оформлення обкладинок томів схоже на оформлення Великого енциклопедичного словника Паллаша, який видавався у той же час. Угорський юридичний лексикон не має електронного видання. Вийшла репринтне видання у видавництві «Піфей».

## Томи
Юридичний лексикон виходив такими томами:
| Номер тому | Назва тому                   | Рік видання |
| ---------- | ---------------------------- | ----------- |
| I.         | A – Biró                     | 1898        |
| II.        | Biró – Dézsma                | 1899        |
| III.       | Diaeta – Halászati jog       | 1900        |
| IV.        | Halászgyűrű – Kitonich       | 1903        |
| V.         | Kiutalványozás – Perfüggőség | 1904        |
| VI.        | Pergátló kifogás – Zsupán    | 1907        |